# Trabajo a destajo

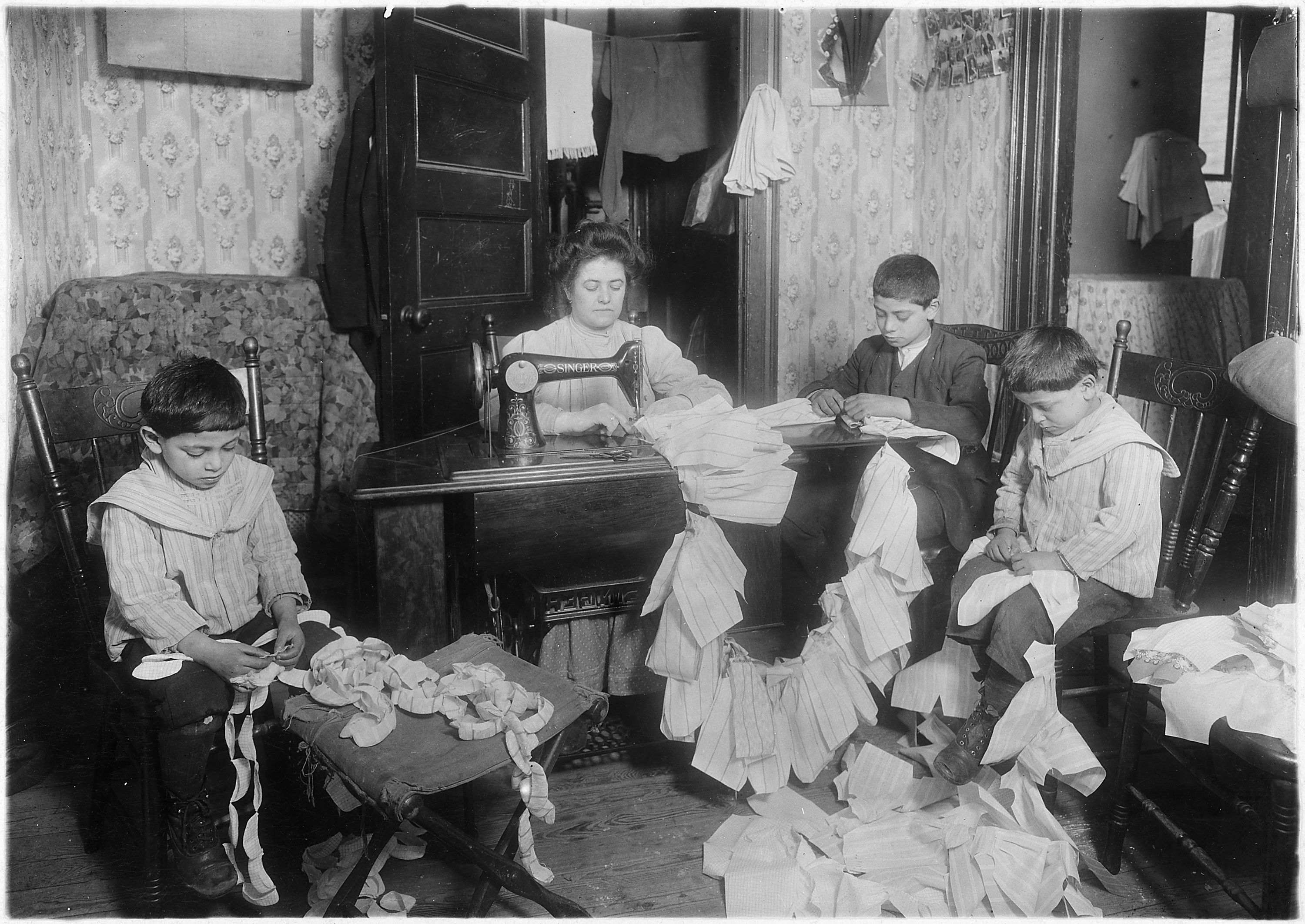
Una familia en la ciudad de Nueva York haciendo ropa de muñecas por piezas en 1912

El trabajo a destajo es cualquier tipo de empleo en el que a un trabajador se le paga una tarifa fija por completar una tarea (o por cada unidad producida), independientemente del tiempo invertido en su realización. El Diccionario de la Real Academia define el término como "Obra u ocupación que se ajusta por un tanto alzado, a diferencia de la que se hace a jornal".

## Contexto
Al pagar a un trabajador, los empleadores pueden usar varios métodos y combinaciones de métodos. Algunos de los métodos más frecuentes son: pagar un salario por hora (conocido como "trabajo a tiempo"); pagar un salario anual; salario más comisión (común en trabajos de ventas); salario base o salarios por hora más propinas (comunes en las industrias de servicios); salario más un posible bono (utilizado para algunos puestos gerenciales o ejecutivos); salario más opciones de compra de acciones (utilizado para algunos ejecutivos y en nuevas empresas y algunas empresas de alta tecnología); sistemas de agrupación salarial; participación en las ganancias (sistema también conocido como "reparto de beneficios"); pago a destajo (por cada pieza, según la cantidad de piezas o por tarea completada); o pagado de otras maneras (conocido como 'trabajo no medido').
Algunas industrias en las que los trabajos de pago a destajo son comunes son el trabajo agrícola, la instalación de cables, los centros de llamadas, la redacción, la edición, la traducción, la conducción de camiones, la entrada de datos, la limpieza de alfombras, la artesanía y la manufactura. Según numerosas legislaciones laborales, trabajar a destajo no significa que los empleadores estén exentos de pagar el salario mínimo o los requisitos de tiempo extra, que varían según las naciones y los estados.
A los empleadores les puede interesar utilizar el pago a destajo después de examinar tres consideraciones teóricas: 
El costo y la viabilidad de medir la producción de una manera que mida con precisión la calidad para evitar que disminuya con la cantidad 
El nivel de habilidad variable de los operarios, dado que la remuneración a destajo es más efectivas en una fuerza laboral más homogénea. 
La posibilidad de determinar o no con exactitud el tiempo necesario para completar una determinada tarea.
Los empleados deciden si trabajan por pago a destajo si los ingresos relativos son altos y si otras condiciones físicas y psicológicas son favorables. Algunos de estos pueden ser el estrés laboral, el esfuerzo físico, los riesgos, el grado de supervisión y la capacidad de trabajar con compañeros o miembros de la familia. Los empleados también pueden ser más o menos receptivos al destajo, dependiendo del apalancamiento y el riesgo. El apalancamiento se define como la relación entre el pago variable y el pago base, y el riesgo es la probabilidad de que el empleado vea mayores beneficios gracias a su esfuerzo. Los trabajadores tienden a sospechar de los salarios con una proporción importante de remuneración variable, y les preocupa que pueda suponer una concesión eliminar los ajustes del costo de la vida o sirva para consolidar retrocesos salariales.

## Historia

### Sistema de gremios
Como término y como una forma común de trabajo, el "trabajo a destajo" se remonta al sistema de trabajo de los gremios, que a su vez hunde sus raíces en la antigua Roma. En el mundo moderno, toma carta de naturaleza durante la Revolución Comercial y antes de la Revolución Industrial. En español, la palabra "destajo" ya aparece en 1495, en el Vocabulario Español-Latino de Antonio de Nebrija, mientras que en inglés la expresión equivalente ("piece working") data de alrededor del año 1549. Es probable que aproximadamente en este momento, los maestros artesanos del sistema de gremios comenzaron a asignar a sus aprendices el trabajo por piezas que podían realizar en sus casas, en lugar de dentro del taller del maestro. En el sistema de fábricas británico, los trabajadores producían piezas en masa a partir de un diseño fijo como parte de una división del trabajo, pero no tenían la ventaja de las máquinas herramienta o las plantillas para trabajar objetos de metal. Contar el número de piezas producidas por un trabajador probablemente era más fácil que contabilizar el tiempo invertido por ese trabajador, como habría sido necesario para el cálculo de un salario por hora.  

### Revolución industrial
El trabajo por piezas adquirió una nueva importancia con el advenimiento de las máquinas herramienta, como los primeros tornos introducidos en 1751. Las máquinas herramienta hicieron posible a partir de 1799 el sistema estadounidense de fabricación (atribuido a Eli Whitney), en el que los trabajadores realmente podían hacer una sola parte, pero hacer muchas copias de ella, para su posterior montaje por otros operarios. La realidad del sistema inglés anterior había sido que las piezas artesanales rara vez encajaban en el primer intento, y finalmente se requería un solo artesano para reelaborar todas las partes de un bien terminado. A principios del siglo XIX, la precisión de las máquinas herramienta significó que se pudieran producir piezas a destajo, listas para su ensamblaje final.

### sigloXIX
A mediados del siglo XIX, la práctica de distribuir el ensamblaje de prendas de vestir entre los trabajadores menos calificados y menos remunerados se conoció en Gran Bretaña como el sistema de explotación laboral. Surgió aproximadamente al mismo tiempo que se desarrollaron las máquinas de coser con pedal. 
No era infrecuente que se organizaron sistemas a destajo, regulando el pago por cada tarea realizada para evitar que los trabajadores ganasen salarios más altos. Sin embargo, esto a menudo perjudicaba tanto del trabajador como a la empresa, puesto que la calidad y la sostenibilidad del negocio se veían amenazadas por la disminución de la calidad o la productividad de los trabajadores que intentan mantenerse a flote. Dicho de otra manera, si el pago por producir un artículo bien hecho no era suficiente para mantener a un trabajador, entonces los trabajadores debían trabajar más rápido, produciendo más artículos por hora, mientras sacrifican la calidad.
Frederick Winslow Taylor fue uno de los principales defensores del sistema del destajo a finales del siglo XIX. Aunque había muchos sistemas de tarifa por pieza en uso, en gran medida estaban viciados y manipulados. Uno de los principios más influyentes de la gestión científica del trabajo fue la popularización que Taylor hizo del "sistema de tasa de pieza diferencial", que se basó en mediciones precisas de las tasas de productividad para crear un objetivo de producción "estándar". Aquellos que no pudieran alcanzar el objetivo, sufrirían una penalización, y probablemente serían despedidos. Taylor difundió estas ideas en documentos publicados en 1895, y el sistema de tarifa por pieza cronometrada dio origen a la creación del control de costos moderno y, como resultado, de una organización corporativa moderna.
Sin embargo, los abusos cometidos durante el siglo XIX en actividades con abundante mano de obra disponible (como la agricultura, la minería, la construcción o la industria manufacturera) y sometidas a ciclos estacionales o económicos, convirtieron la prohibición del trabajo a destajo en uno de los principales objetivos de los movimientos obreros de todo tipo hasta bien entrado el siglo XX. El propio Karl Marx dedicó el capítulo XIX (El pago a destajo) de su obra El Capital a criticar esta práctica.

### Situación actual
Hoy en día, el trabajo a destajo y los talleres de explotación siguen estrechamente vinculados conceptualmente, a pesar de que cada uno ha seguido desarrollándose por separado. El concepto de "explotación laboral" ahora se refiere más a largas jornadas, malas condiciones de trabajo y bajos salarios, incluso si se paga un trabajo asalariado por hora o por día en lugar de una tarifa por tarea realizada.
En la actualidad, los países desarrollados cuentan con normativas laborales que contemplan y regulan el trabajo a destajo, imponiendo una serie de limitaciones para intentar homologarlo en derechos mínimos a otras formas de trabajo. Sin embargo, en numerosas zonas del Tercer Mundo es una forma de trabajo muy extendida, que cuando carece de una regulación efectiva, se suma a la generalizada carencia de derechos laborales de una gran parte de la población de estos países.

## Ejemplos

### España
Una actividad en la que está explícitamente regulado el trabajo a destajo es la construcción. El IV Convenio Colectivo General de la Construcción en España, en su artículo 29, define el trabajo a destajo, a destajo o por unidad de obra, con primas a la producción o con incentivos de la siguiente manera:
- Si el trabajador termina la tarea antes de concluir la jornada diaria, la empresa puede ofrecerle, y este aceptar o no, entre continuar prestando sus servicios hasta la finalización de la jornada, o que abandone el trabajo, dando por terminada la misma.
- En los trabajos a destajo o por unidad de obra, y a efectos de su retribución, solo se atiende a la cantidad y calidad de la obra o trabajo realizado, pagando por piezas, medidas, trozos, conjuntos o unidades determinadas, independientemente del tiempo invertido en su realización, si bien puede estipular un plazo para su terminación, en este caso, deberá terminar dentro de él, pero sin que pueda exigir, en este caso, un rendimiento superior al normal.
- En los trabajos que se presten a su aplicación, se pueden establecer primas a la productividad o incentivos, de tal manera que las personas que alcancen mayores rendimientos en el trabajo, las correspondan unos ingresos que guarden, respecto a los normales, al menos, la misma proporción que la de estos rendimientos en relación con los normales

El trabajo a destajo consiste en la realización, por jornada, de una determinada cantidad de obra o trabajo. Se caracterizan estos sistemas para poner en relación directa la retribución con la producción del trabajo, con independencia, en principio, del tiempo invertido en su realización y por tener como objetivo la consecución de un rendimiento superior al normal.

Modalidades
El trabajo a destajo puede ser de tres tipos:
- Por horas: se paga en función del número de horas trabajadas, o período que se puede definir como una guardia o un día.
- Por unidad: cuando el pago depende del número de unidades de piezas producidas.
- Por cantidad: cuando el pago depende de la cantidad de trabajo realizado.

### Reino Unido
Según la ley del Reino Unido, a los trabajadores por pieza se les debe pagar al menos el salario mínimo por cada hora trabajada o sobre la base de una tarifa justa por cada tarea o trabajo que realicen. Solo se puede usar en determinadas situaciones, cuando el empleador no sabe qué horas tiene el trabajador (por ejemplo, algunos trabajadores a domicilio). Si un empleador establece las horas de trabajo y los trabajadores tienen que entrar y salir, esto cuenta como tiempo de trabajo. 
La tarifa justa es la cantidad que permite que un trabajador promedio reciba el salario mínimo por hora si trabaja a una tarifa promedio. Esto debe calcularse de una manera establecida. Para ello, se ejecuta una prueba de control para determinar el promedio de artículos producidos por trabajadores equivalentes, se divide por 1,2 para alcanzar la cifra promedio acordada, y la tarifa justa se establece para garantizar que cada trabajador alcance el salario mínimo.
En una configuración de servicio, el producto del trabajo a destajo se puede medir por el número de operaciones completadas, como cuando un teleoperador recibe el pago por el número de llamadas realizadas o completadas, independientemente del resultado de las llamadas (si solo se pagan ciertos resultados positivos, es más probable que se llame comisión de ventas o incentivo).

### Estados Unidos
En los Estados Unidos, la Ley de Normas Laborales Justas requiere que todos los empleados, incluidos los empleados a destajo, ganen al menos el salario mínimo. Al calcular una tasa de trabajo por pieza adecuada, los empleadores deben realizar un seguimiento de las tasas de productividad promedio para actividades específicas y establecer una tasa de trabajo por pieza que garantice que todos los trabajadores puedan ganar el salario mínimo. Si un trabajador gana menos del salario mínimo, el empleador tiene que pagar la diferencia. Las excepciones a esta regla incluyen casos en los que: (i) el trabajador es un miembro de la familia del empleador; (ii) si en cualquier trimestre del año anterior hubo menos de 500 personas-días de trabajo que duraron al menos una hora; (iii) en negocios agrícolas, si un trabajador se ocupa principalmente del ganado en el campo; (iv) si los trabajadores no locales de recolección manual son menores de 16 años, están empleados en la misma granja que sus padres y reciben la tasa de trabajo por pieza para los mayores de 16 años.